# چاکرود
چاکرود روستایی از توابع بخش دیلمان شهرستان سیاهکل در استان گیلان ایران است. تاتی زبان مردم روستا است. به گفته محققین تات در زبان اهالی گیلان به معنی بومی، روستایی و یکجانشین می‌باشد و منظور از تات همان قوم گیلک است و منظور از زبان تاتی همان زبان گیلکی می‌باشد.

## جمعیت
این روستا در دهستان پیرکوه قرار دارد و براساس سرشماری مرکز آمار ایران در سال ۱۳۸۵، جمعیت آن ۳۳ نفر (۸خانوار) بوده‌است.